# Силвана Хаџи-Ђокић
Силвана Хаџи-Ђокић (Куштиљ, Вршац, 18. мај 1963) српска је књижевница.
Дипломирала је на Православном богословском факултету, након завршене Више школе за социјални раднике и Шесте београдске гимназије. Живи и ради у Београду. Била је уврштена у шири, ужи и најужи избор за НИН-ову награду 1998, 2010. и 2013. године.

## Посао
Радила је у Секретаријату за културу града Београда, реферат су јој биле културно-образовне установе, затим у Музеју града Београда, у одсеку за издавачку делатност и у Министарству културе Републике Србије, као начелница сектора за заштиту културне баштине.

## Књижевни рад
Књижевном делатношћу се бави од 1997. године, када је издала свој први роман.
- „Царица Ирина“, (1997),
- „Молитве Пресветој Богородици“ (2001),
- „Наустице Бранковића“ (2010),
- „Царица Јелена“, (2012),[1]
- „Златно доба“, (2013),[2]
- „Водич кроз нестајање“ (2015).